# Up in Rags
Albums de Cold War Kids
With Our Wallets Full
(2006) Robbers and Cowards
(2006)
Up in Rags est le troisième EP du groupe Cold War Kids, sorti en 2006 sur le label Monarchy Music.

## Liste des titres
1. Hang Me Up To Dry - 3:38
2. Robbers - 3:31
3. We Used To Vacation - 4:14
4. Saint John - 3:48
5. Hospital Beds - 4:46
6. Pregnant - 4:24